# St. Odilia (Döllbach)

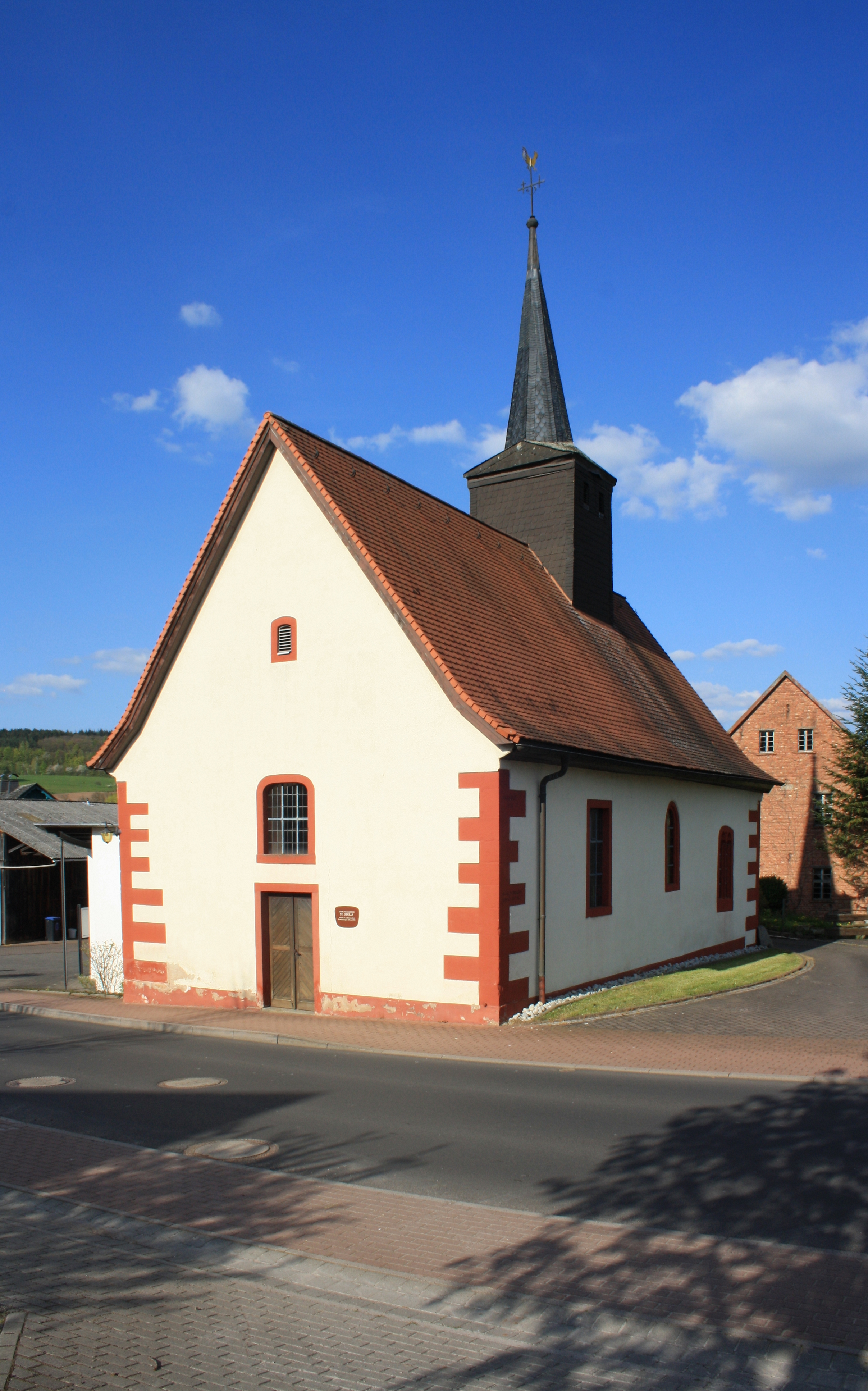
St. Odilia

Die denkmalgeschützte römisch-katholische Filialkirche St. Odilia steht in Döllbach, einem Ortsteil der Gemeinde Eichenzell im Landkreis Fulda von Hessen. Die Filialkirche gehört zur Pfarrei St. Jakobus (Büchenberg) im Pastoralverbund St. Marien Eichenzell im Dekanat Rhön des Bistums Fulda.

## Beschreibung
Die erste Kapelle wurde im Jahr 1500 errichtet. Im Laufe der Jahre erfolgten mehrere Erweiterungen und Anbauten. 1830/31 entstand der heutige Chor. Im Westen wurde 1672 eine Empore eingebaut, auf der die Orgel steht. Aus dem Satteldach des Kirchenschiffs erhebt sich ein schiefergedeckter Dachreiter, der mit einem spitzen Helm bedeckt ist. 1954/55 wurde die Kirche renoviert. Die Kirche wurde 2000/01 erneut renoviert und neu ausgemalt. 
Aufgrund sehr beengter Verhältnisse im Innenraum erhielt die Kirche einen Anbau für eine neue Sakristei. Im Osten befindet sich eine dreiseitig abgeschlossene Apsis. An der Wand hinter dem Altar hängt ein Tafelbild, auf dem eine Kreuzigungsgruppe dargestellt ist. Seitlich von ihm sind Maßwerkfenster. Die heilige Odilia und der heilige Jodok sind auf geschnitzten Reliefs zu sehen.